# Kisharsány
Kisharsány község Baranya vármegyében, a Siklósi járásban.

## Fekvése
Siklós keleti vonzáskörzetében helyezkedik el. A szomszédos települések: észak felől Palkonya, északkelet felől Villánykövesd, kelet felől Nagyharsány, délkelet felől Siklósnagyfalu, dél felől Egyházasharaszti, délnyugat felől Siklós, nyugat felől pedig Nagytótfalu.

### Megközelítése
Közúton Siklós vagy Villány érintésével érhető el, a két várost összekötő 5701-es út irányából; központján csak az 5715-ös út halad keresztül.
Korábban érintette a Középrigóc–Villány-vasútvonal is.

## Története
Harsány (Kis-) nevét az oklevelek 1235-ben már említették. A település már a tatárjárás ideje körül jelentékeny helység volt, melynek területén több birtokos osztozott és a 14. század elejére itt több falu is létesült.
Sárfölde 1247. évi határjárásában a „hétfői vásárra vezető nagy út”-nak nevezték az erre vezető utat, s a hegytől délre (Kisharsányon) baranyai várföld terült el.
IV. Béla király 1249. évi oklevelében van szó újra e várföldről, melyben elmondja, hogy a tatárjárás pusztításait kevesen élték túl, de, hogy a megmaradtak sokasodjanak és védelemben részesüljenek, a bárók tanácsából várépítésre alkalmas helyeket adományozott híveinek. E helyek között szerepelt Szársomlyó hegy is, melyet hívének: [Balog] Miklós dubicai ispánnak, az ifjú király tárnokmesterének adott, aki a hegyen saját költségén várat épített, s hogy a várat jobban meg tudja őrizni, neki adta a hegy lábánál levő 7 ekényi Harsány földet, mely a baranyai várnépeké volt, és azt a szomszédos Miklós és rokonsága már régóta bírta. Határát is leirták, mely Kisharsány határának felel meg.
1241 előtt Leus nemzetségbeli Septemus és Lypo nemzetségbeli Bacha baranyai adószedők is 50 hold birtokosai voltak Kisharsányon, melyet [Kán nemzetségbeli Siklósi] Jula tárnokmesternek át kellett adniuk, mert a beszedett pénzzel nem tudtak elszámolni. 1280 körül Jula fia Miklós a bajcsi kolostor alapításakor e földből kárpótlásként 50 holdat átadott a szent trinitási apátságnak, mely 1249-ben is birtokolt a várnépek földje mellett. Balog (Siniter) Miklós uradalmát a Nagyharsány felett emelkedő Szársomlyó vára körül építette ki uradalmát, melyet fia magtalan halála után veje, Lőrinc nádor fia Kemény kapott (1287–91).
Az uradalom tartozékai: Ug, Permány, Tótvölgy, Perecske, Boja, Hídvég, Pélmonostor (1287), Harsány, Babócsa, Világosberek, Keresztes, Bánfalva, Belus, Urosfalva, öttös, Hetény, Szederjes, Rékas, Barkfalva, Letnek, Majs, Fejértó és Csősztelek (1287).
1291-99 között Kemény szársomlyói várnagya a vármegyei közéletben szerepelt.
1302-ben Harsány volt Kemény fiainak lakhelye, majd 1309 előtt Károly Róbert király a várat elvette a Kemény fiaktól és azt  a baranyai ispánnak adta. 1313-ban Bajcs határjárásában is említették a kisharsányi utat. 1334-ben Harsányon tartotta ülését a megye is. 1335-ben papja 30 báni pápai tizedet fizetett. 

## Közélete

### Polgármesterei
- 1990–1994: Csőszi Sándor (független)[3]
- 1994–1998: Csőszi Sándor (független)[4]
- 1998–2002: Csőszi Sándor (független)[5]
- 2002–2006: Csőszi Sándor (független)[6]
- 2006–2010: Lakatos Tivadar Zsolt (független)[7]
- 2010–2014: Léber Gábor (független)[8]
- 2014–2019: Léber Gábor (független)[9]
- 2019–2024: Léber Gábor (független)[10]
- 2024– : Lakatos Tivadar (független)[1]

## Népesség
A település népességének változása:
| Lakosok száma | 516  | 501  | 481  | 456  | 439  | 462  | 453  | 468  |
|               | 2013 | 2014 | 2015 | 2019 | 2021 | 2022 | 2023 | 2024 |

A 2011-es népszámlálás során a lakosok 84,1%-a magyarnak, 0,2% bolgárnak, 3,1% cigánynak, 0,2% lengyelnek, 2,2% németnek mondta magát (15,6% nem nyilatkozott; a kettős identitások miatt a végösszeg nagyobb lehet 100%-nál). A vallási megoszlás a következő volt: római katolikus 43,1%, református 20,8%, evangélikus 0,2%, görögkatolikus 0,5%, felekezeten kívüli 10,5% (24,6% nem nyilatkozott).
2022-ben a lakosság 90,5%-a vallotta magát magyarnak, 2,4% cigánynak, 0,2% németnek, 1,3% egyéb, nem hazai nemzetiségűnek (9,3% nem nyilatkozott; a kettős identitások miatt a végösszeg nagyobb lehet 100%-nál). Vallásuk szerint 28,4% volt római katolikus, 14,7% református, 0,2% evangélikus, 1,9% egyéb keresztény, 1,5% egyéb katolikus, 15,8% felekezeten kívüli (37,2% nem válaszolt).

## Nevezetességei

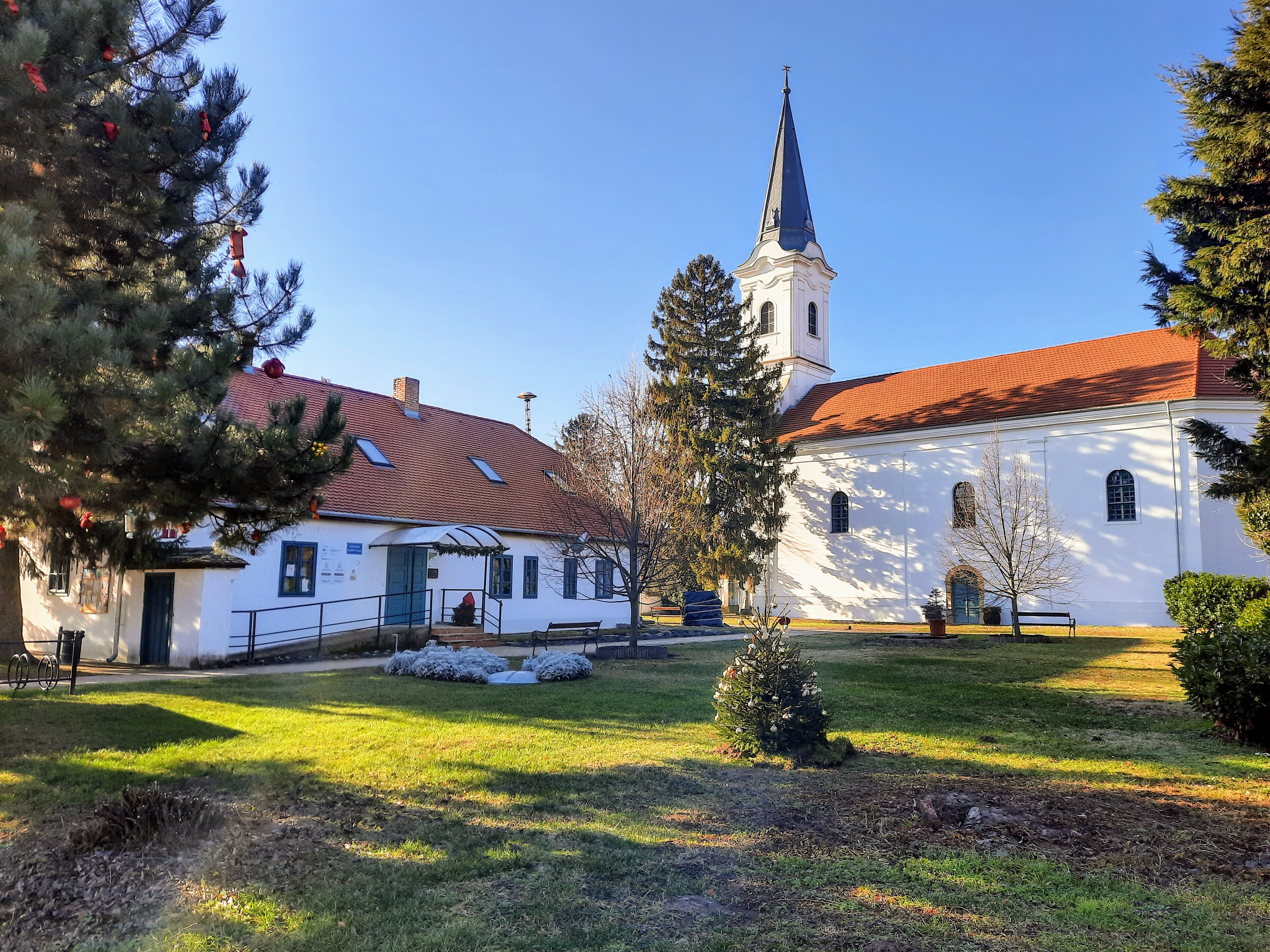
református templom

- Temploma 1289-ben Mindenszentek tiszteletére épült, később reformátussá vált a templom.